# Brawl in Cell Block 99
Brawl in Cell Block 99 ist ein US-amerikanischer Gefängnis- bzw. Neo-Noirfilm aus dem Jahr 2017 mit Vince Vaughn in der Hauptrolle. In dem Film geht es um einen Mann mittleren Alters, der seinen Job verliert und anschließend durch Drogenkurieraufträge auf die schiefe Bahn gerät und schließlich im Gefängnis landet, wo sich seine Probleme verschärfen. Der Film beinhaltet äußerst brutale Gewaltszenen und ist daher erst ab 18 Jahren zugelassen. Regisseur des Films ist S. Craig Zahler, der bereits mit seinem Vorgängerfilm und Regiedebüt Bone Tomahawk (2015) einen Erfolg feiern konnte.
Uraufgeführt wurde der Film an den Internationalen Filmfestspielen von Venedig 2017, und in die US-amerikanischen Kinos kam er am 6. Oktober 2017. In Deutschland wurde Brawl in Cell Block 99 direkt auf DVD bzw. Blu-ray veröffentlicht.

## Handlung
Der ehemalige Boxer und Drogenkurier Bradley Thomas wurde aus seinem Job als Abschleppwagenfahrer entlassen, da der Geschäftsführer an Personal einsparen muss. Als er am selben Tag früher als sonst zu Hause ankommt, erwischt er seine Frau Lauren dabei, wie sie gerade in ihrem Auto sitzt und mit jemandem telefoniert stellt sie zur Rede und stellt fest, dass sie einen Kussabdruck an ihrem Hals hat. Sie gesteht ihm daraufhin, dass sie seit drei Monaten fremdgeht. Statt seine Wut an Lauren auszulassen, bleibt er ruhig und schickt sie ins Haus, um stattdessen mit bloßen Händen auf Laurens Auto einzuschlagen. Nachdem er sich abreagiert hat, beschließen beide nach einem Gespräch, sich trotzdem nicht zu trennen, sondern stattdessen ganz von vorne anzufangen; allerdings teilt Bradley Lauren mit, dass er vorübergehend wieder als Drogenkurier arbeiten will, um schnell an Geld  zu kommen, denn er möchte aus dem Haus, in dem sie wohnen, ausziehen und ein größeres, neueres Haus kaufen.
18 Monate später ist Lauren schwanger und Bradley hat durch seine kriminellen Aktivitäten offensichtlich genug Geld verdienen können, denn nun leben beide in einem großen und deutlich teureren Haus. Bei einem neuen Auftrag soll Bradley, der sonst alleine agiert, mit zwei neuen Leuten zusammenarbeiten. Diese beiden Mexikaner gehören zu einem Drogenboss, der Eleazar heißt und ein „Geschäftspartner“ von Bradleys Boss Gil ist. Bei diesem heiklen Auftrag soll Bradley mit seinen zwei neuen Komplizen, die ihm als Roman und Pedro vorgestellt werden, eine Ladung Crystal Meth aus dem Meer fischen. Bradley zögert zuerst, da er Roman und Pedro misstraut, nimmt den Auftrag dann aber nach einem Versprechen von Gil, dafür nach der Geburt seines Kindes drei Monate frei zu bekommen, an.
Nachdem alles zunächst trotz kleinerer Zankereien untereinander glatt läuft und die Lieferung der Drogen sicher aus dem Meer gezogen wird, werden sie, zurück an Land, von der Polizei überrascht. Roman und Pedro verschanzen sich hinter ihrem Auto und beginnen eine Schießerei. Bradley flieht zunächst in Richtung Meer, kehrt dann aber doch um und entschließt sich dazu, der Polizei zu helfen. Er schießt Pedro an, welcher anschließend von der Polizei erschossen wird. Auch Roman wird von Bradley verletzt, überlebt aber. Bradley wird von der Polizei gestellt und verhaftet. Nach einem Verhör, in dem Bradley jede Aussage verweigert, bekommt er Besuch von seiner Frau Lauren, und Bradley teilt ihr mit, dass er Verständnis dafür haben würde, falls sie sich von ihm scheiden ließe. Lauren jedoch versichert ihm ihre Treue, ganz egal, wie hoch die Haftstrafe auch sein möge. Bradley rechnet mit vier bis fünf Jahren Gefängnis und ist dann umso mehr geschockt, als der Richter ihn zu sieben Jahren verurteilt.
Bradley kommt in ein Gefängnis mit mittlerer Sicherheitsstufe, und in seiner ersten Nacht dort wird seine Frau Lauren, die nun alleine zu Hause ist, von Eleazars Handlangern entführt. Am nächsten Tag bekommt Bradley Besuch von einem mysteriösen Mann namens Placid Man, der angibt, für Eleazar zu arbeiten. Er teilt Bradley mit, dass sie Lauren in Gefangenschaft halten, und als Beweis zeigt er ihm ein Bild, in dem Lauren gefesselt auf einem Stuhl sitzt. Placid Man fordert von Bradley, er solle einen Insassen namens Christopher Bridge töten, andernfalls werde man dem Fötus im Mutterleib von Lauren die Gliedmaßen chirurgisch entfernen. Bradley sieht keine andere Chance und willigt ein. Der Haken an der Sache ist, dass Christopher Bridge im privaten Hochsicherheitsgefängnis Redleaf einsitzt, also muss Bradley Schlägereien anstiften, um dorthin verlegt zu werden, und genau das tut er auch: Er prügelt sich mit den Wärtern und bricht ihnen mehrere Knochen.
Nun ist er der Zielperson einen Schritt näher, denn Bradley wird tatsächlich nach Redleaf verlegt. Der dortige Direktor Warden Tuggs erweist sich als unbarmherzig und knallhart und teilt Bradley gleich zu Beginn mit, dass er hier nicht das abziehen könne, was er im Gefängnis vorher gemacht habe. Bei seinem ersten Freigang freundet sich Bradley mit einem anderen Häftling an, der ihm erzählt, dass Christopher Bridge in einer anderen, separaten Abteilung festgehalten werde, die als Cell Block 99 berüchtigt sei. Um dorthin verlegt zu werden, zettelt Bradley kurzerhand eine Schlägerei mit anderen Insassen auf dem Hof an und bricht auch ihnen mehrere Knochen, bis er von Wärtern, die er ebenfalls schwer verletzt, überwältigt wird.
Bradleys Plan geht auch diesmal auf, denn er wird in die Abteilung Cell Block 99 verlegt. Diese Abteilung befindet sich tief im Keller  ohne Tageslicht, und Bradley bekommt, bevor er in seine Zelle geführt wird, einen Gürtel umgeschnallt, mit dem man per Fernsteuerung Stromschläge auslösen kann. In seiner neuen Zelle informiert er sich bei einem anderen Insassen über den Verbleib von Christopher Bridge, doch dieser antwortet ihm, dass es überhaupt keinen Insassen mit solch einem Namen gebe: Bradley wurde in eine Falle gelockt. Ein paar Stunden später wird Bradley in eine große Halle gebracht, in der Eleazar, Roman und zwei weitere Männer auf ihn warten. Eleazars Männer verprügeln den gefesselten Bradley, und Eleazar droht Bradley damit, Placid Man anzurufen, damit dieser die Entnahme des Babys veranlasst. Eleazar plant, Bradley, dessentwegen er im Cell Block 99 gelandet ist, fortan aus Rache zu quälen.
Zurück in seiner Zelle schmiedet Bradley einen Plan, dazu entfernt er die Gummieinlegesohlen aus seinen Schuhen und schiebt sie an die Stelle des Gurtes, von der die Stromschläge ausgehen. Als er später erneut einen Stromschlag bekommt, spürt er nichts. Kurze Zeit später wird er von zwei Wärtern aus seiner Zelle geholt, um ihn wieder zu Eleazar zu bringen, doch Bradley greift die Wärter in einem kurzen Moment der Unachtsamkeit an und tötet einen von ihnen aus Versehen, dem anderen nimmt er die Schlüssel ab und zwingt ihn, in seine Zelle zu gehen. Anschließend sperrt er die Zellentür ab, befreit sich von seinen Handschellen und dem Gürtel und geht zu Eleazar und seinen Männern, die von Bradley überrascht werden, da er unerwarteterweise nicht angeschnallt ist und ohne Ankündigung kommt. In einem kurzen Gefecht tötet er Eleazars Männer auf grausamste Weise und zwingt anschließend Eleazar dazu, Placid Man anzurufen und seine Frau freizulassen, wozu dieser, nachdem ihm sein Bein gebrochen wird, einwilligt. Bradley fordert nun, dass Placid Man seine Frau zu Gil bringen soll und dass Gil Laurens Ankunft persönlich am Handy bestätigen soll. Widerwillig leistet Eleazar auch diesmal Folge. Nachdem Lauren sicher bei Gil vor dessen Anwesen abgesetzt wird, erschießt Gil Placid Man und Lauren erschießt den Chirurgen, der das Baby entfernen sollte. 
Bradley redet noch eine Weile mit Lauren und beendet dann das Gespräch, kehrt in seine Zelle, in die er Eleazar geschleift hat, zurück und exekutiert diesen durch mehrere Tritte auf seinen Kopf, bis dessen Kopf schließlich vom restlichen Körper abfällt. Warden Tuggs steht nun mit weiteren Wärtern an der Schwelle zur Zellentür und bittet Bradley, seine Hände auf seinen Kopf zu legen und sich umzudrehen, anschließend wird Bradley von Tuggs erschossen.

## Rezeption
Brawl in Cell Block 99 erhielt in den US-amerikanischen Medien mehrheitlich positive Resonanz bei den Kritikern, vor allem wurde Vince Vaughn für seine Darstellung gelobt, und auch in Deutschland bewerteten Kritiker den Film positiv. Auf Metacritic steht der Film in der Liste der besten Filme im Jahr 2017 auf dem 89. Platz.

„Brawl in Cell Block 99 ist einer der brutalsten Filme, die ich in letzter Zeit gesehen habe, nervenaufreibend in seiner systematischen Zerstörung von Fleisch und Knochen, auch weil der sparsame Einsatz den Zuschauern keine Fluchtmöglichkeit lässt, außer durch die Tore des Kinosaals. Es gibt keine Hoffnung auf Abstumpfung. Verdammt gut ist der Film übrigens auch.“

„Ein auch dank des fähigen Hauptdarstellers kraftvoller, mitunter drastisch-brutaler Thriller, der sich ungewöhnlich viel Zeit nimmt, die Vorgeschichte seiner Figur auszubauen, und mit einem archaischen Männerbild provoziert.“

Bei der Saturn-Award-Verleihung 2018 wurde der Film als bester Thriller und Vaughn als bester Hauptdarsteller nominiert.

## Veröffentlichungen
Der Film kam am 26. Oktober 2018 als DVD und Blu-ray auf den Markt und erhielt keine Jugendfreigabe, jedoch sind auf dieser zuerst erschienenen Version, obwohl ab 18 Jahren freigegeben, dennoch einige Szenen nicht enthalten, auch entfernt wurden Geräusche, die bei den Gewaltszenen zu hören gewesen wären. Ein Limited Uncut Mediabook mit einer 4K und einer UHD-Blu-ray erschien schließlich im April 2019 und ist vollständig ungeschnitten.